# 伊斯美爾·艾沙迪
伊斯美爾·艾沙迪（Ismaïl Aissati，1988年8月16日—），荷蘭足球運動員，司職中場。

## 生涯
雙親皆出生在摩洛哥的荷蘭人，他可選擇代表摩洛哥或荷蘭國家隊。他亦以借將身份在2006/07賽季下半季效力川迪。
2005年10月19日，他第一次在PSV燕豪芬亮相於歐洲冠軍聯賽。就是這樣，他成為有史以來最年輕的荷蘭球員上陣歐洲冠軍聯賽，接替巴布。該場比賽中擊敗AC米蘭，他在63分鐘替補出場。然而，05年11月1日燕豪芬回到主場迎戰AC米蘭的比賽，他上陣了全場。
在2006年歐洲21歲以下足球錦標賽，艾沙迪入選全明星隊，對陣主要是比他老3或4年的對手。 艾沙迪被傳與AC米蘭，國際米蘭，華倫西亞，西維爾以及阿仙奴有連繫。
2007年1月，艾沙迪被借到川迪。2007年1月20日，他首場在荷甲為川迪上陣對RKC華域克。
2008年7月19日艾沙迪通過體檢後，加盟阿積士。 Aissati將是第4個球員在歷史從燕豪芬轉會至阿積士。佩雷斯是其中之一。
2009年2月22日，這位中場作出的處子秀，他為阿積士以2-1戰勝禾寧丹。 

## 連結
- FootballDatabase.com Profile （页面存档备份，存于）
- Ajax Inside Profile （页面存档备份，存于）